# Whitney (musikalbum)
Whitney släpptes den 29 juni 1987 och är ett musikalbum av den amerikanska popsångerskan Whitney Houston.

## Låtlista
() = låtskrivare
1. "I Wanna Dance with Somebody (Who Loves Me)" (Merrill, Rubicam) – 4:52
2. "Just the Lonely Talking Again" (Dees) – 5:34
3. "Love Will Save the Day" (Toni C.) – 5:25
4. "Didn't We Almost Have It All" (Jennings, Masser) – 5:07
5. "So Emotional" (Kelly, Steinberg) – 4:37
6. "Where You Are" (Calabrese, Humes, Humes) – 4:11
7. "Love Is a Contact Sport" (Glass) – 4:19
8. "You're Still My Man" (Goffin, Masser) – 4:18
9. "For the Love of You" (Isley, Isley, Isley, Isley ...) – 5:33
10. "Where Do Broken Hearts Go" (Jackson, Wildhorn) – 4:38
11. "I Know Him So Well" (Andersson, Rice, Ulvaeus) – 4:30

### Fotnoter
1. ↑   Whitney Houston Hits Jackpot With New Album. Jet. 27 augusti 1987. http://books.google.co.kr/books?id=nbEDAAAAMBAJ&lpg=PA1&dq=intitle%3AJet&pg=PA62#v=onepage&q&f=false. Läst 22 juni 2010
2. ↑  ”Whitney Release Date in Canada”. Amazon Canada. http://www.amazon.ca/Whitney-Houston/dp/B000002VEB. Läst 21 januari 2010.